# 扁蒴苣苔
扁蒴苣苔（学名：Cathayanthe biflora）为苦苣苔科扁蒴苣苔属下的一个种。